# 쌍구균

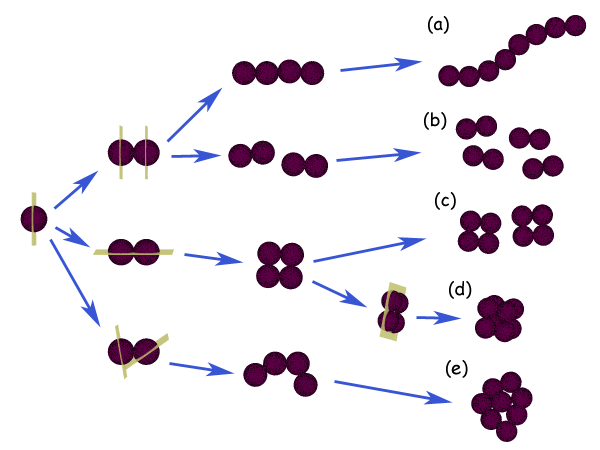
그림의 b가 쌍구균을 그리고 있다.

쌍알균(diplococcus, 복수형 diplococci) 또는 쌍구균(雙球菌)은 두 개의 세포가 서로 붙은 채로 관찰되는 둥근 형태의 알균(구균)이다. 알균은 알 모양의 세균이다.

## 종류
그람 음성에 해당하는 쌍구균에는 나이세리아속(Neiserria)에 속하는 종들과 모락셀라 카타랄리스(Moraxella catarrhalis)가 있다. 그람 양성 쌍구균에는 폐렴구균(Streptococcus pneumoniae)과 엔테로코커스(Enterococcus)가 있다.